# Nancy Pelosi
Nancy Patricia Pelosi (rođ. D'Alesandro; Baltimore, Maryland, 26. ožujka 1940.) američka je političarka i bivša predsjednica Zastupničkog doma Sjedinjenih Država od 2019. do 2023., pozicija na kojoj je bila i od 2007. do 2011. godine. 
Jedina je žena koja je služila na tom položaju i, do izbore Kamale Harris za potpredsjednicu, najviše rangirana žena u povijesti američke politike.

## Životopis
Rođena je u Baltimoru 26. ožujka 1940. godine, u porodici porijeklom iz Italije. Bila je najmlađe i jedino žensko dijete u obitelji. Oba roditelja su joj bila politički aktivna u Demokratskoj stranci.
Godine 1962. završila je studij političkih znanosti na Trinity Collegeu u Washingtonu. Nakon studija preselila se u San Francisco. 1976. postala je članica Demokratskog državnog odbora iz Kalifornije, pozicija koju je zadržala do 1996. godine.
1987. godine Pelosi je postala član Zastupničkog doma Sjedinjenih Država, nakon izvanrednih izbora povodom smrti Sale Burton.
Pelosi je članica Zastupničkog doma od 1987. godine do danas, a 2020. godine započela je 18. mandat. Kao glavni razlog zašto je pobjedila sve izbore dosad navodi se kako je član za Demokrate najsigurnijeg distrikta, gdje je član Zastupničkog doma te član Demokratske stranke još od 1949. godine.
Pelosi se suprotstavljala ratu u Iraku, kao i pokušaju Bushove administracije da privatizira sustav socijalne pomoći, tzv. Social Security. Tijekom izbora za Zastupnički dom 2018. godine, Demokratska je stranka osvojila 40 novih mjesta i preuzela kontrolu nad Zastupničkim domom. Tijekom prvog zasjedanja 116. Kongresa, koje se održalo 3. siječnja 2019. godine, Pelosi je ponovno izabrana za predsjednicu Zastupničkog doma.

## Obitelj i privatni život
Njen otac, Thomas D'Alesandro Jr., bio je član Kongresa iz Marylanda, a kasnije i gradonačelnik Baltimora. Pelosijin brat Thomas D'Alesandro III, također član Demokratske stranke, bio je gradonačelnik Baltimora od 1967. do 1971. godine. 
Tokom studiranja upoznala je svog muža, Paula Francisa Pelosija, za koga se udala 7. rujna 1963. Zajedno imaju petero djece i devetero unuka.